# I Me Mine
I Me Mine ist ein Lied der britischen Band The Beatles, das 1970 auf ihrem zwölften Studioalbum Let It Be veröffentlicht wurde. Komponiert wurde es von George Harrison.
Während die Lieder des zugehörigen Albums bereits im Januar 1969 aufgenommen worden waren, wurde I Me Mine erst am 3. Januar 1970 aufgenommen und war damit das letzte Lied, das die Beatles vor ihrer Trennung im April 1970 vollständig eingespielt haben; John Lennon war allerdings bereits nicht mehr an der Aufnahme beteiligt.

## Hintergrund
George Harrison spricht in diesem Lied von Erkenntnissen, die er in Bezug auf sein eigenes Ich durch seine Erfahrungen mit LSD gewann.

“I suppose having LSD was like somebody catapulting me into space. The LSD experience was the biggest experience that I’d had up until that time. […] So suddenly, I looked around and everything I could see was relative to my ego – you know, like ‘that’s my piece of paper’ and ‘that’s my flannel’, or ‘give it to me’ or ‘I am’. It drove me crackers; I hated everything about my ego – it was a flash of everything false and impermanent which I disliked. But later, I learned from it: to realise that there is somebody else in here apart from old blabbermouth […]. Who am ‘I’ became the order of the day. Anyway, that’s what came out of it: ‘I Me Mine’. The truth within us has to be realised: when you realise that everything else that you see and do and touch and smell isn’t real, then you may know what reality is and can answer the question ‘Who am I?’”

„Ich nehme an, LSD zu haben war wie jemand, der mich in den Weltraum katapultiert. Die LSD-Erfahrung war die größte Erfahrung, die ich bis dahin gemacht hatte. […] So plötzlich sah ich mich um und alles, was ich sehen konnte, war relativ zu meinem Ego – weißt du, wie ‚das ist mein Stück Papier‘ und ‚das ist mein Flanell‘ oder ‚gib es mir‘ oder ‚ich bin‘. Es hat mich angetrieben; ich hasste alles an meinem Ego – es war ein Blitz von allem Falschen und Unbeständigen, was ich nicht mochte. Aber später habe ich daraus gelernt: zu erkennen, dass hier außer dem alten Geschwätz noch jemand anderes ist […]. Wer ‚ich‘ bin, war an der Tagesordnung. Wie auch immer, das ist das Ergebnis: ‚I Me Mine‘. Die Wahrheit in uns muss erkannt werden: Wenn Sie erkennen, dass alles andere, was Sie sehen und tun und berühren und riechen, nicht real ist, wissen Sie vielleicht, was Realität ist, und können die Frage beantworten: ‚Wer bin ich?‘.“

George Harrison komponierte das Lied im Januar 1969 und trug es während der Filmaufnahmen vor. In der endgültigen Version des Films Let It Be wurde I Me Mine verwendet. In der Szene wird gezeigt wie Harrison Ringo Starr I Me Mine auf der akustischen Gitarre vorspielt. John Lennon reagiert hier ungnädig und spöttisch auf den Song; doch in einer anderen Szene tanzen er und Yoko Ono zu dem Lied, das George Harrison, Paul McCartney und Ringo Starr spielen.
Da I Me Mine für den Film verwendet wurde, sollte es auch auf dem Soundtrackalbum Let It Be enthalten sein. Da im Januar 1969 I Me Mine nicht eingespielt wurde, begaben sich die Beatles am 3. Januar 1970 noch einmal ins Studio und nahmen vor ihrer Trennung ihr letztes Lied auf. Am 4. Januar wurden noch Overdubs für das Lied Let It Be eingespielt. An der Aufnahme der Lieder nahm John Lennon, der bereits nach Abschluss der Arbeiten an Abbey Road inoffiziell aus der Band ausgetreten war, daher nicht mehr teil. Er befand sich mit seiner Frau Yoko Ono im Urlaub in Dänemark. George Harrison gab, bevor die Beatles den Take 15 aufnahmen, eine fingierte Presseerklärung ab: "You all will have read that Dave Dee is no longer with us. But Micky and Tich and I would just like to carry on the good work that's always gone down in number two." Dabei spielte er auf die Musikgruppe Dave Dee, Dozy, Beaky, Mick & Tich an und benannte John Lennon als Dave Dee, der nicht mehr bei der Gruppe (Beatles) ist, aber dass sie als restliche Beatles weiterhin im Studio 2 gute Arbeit machen werden.
Es existieren noch zwei weitere Versionen des Liedes. Die ursprüngliche unbearbeitete Studio-Version wurde erst 1996 auf dem Album Anthology 3 veröffentlicht. Als 2003 die Aufnahmen zu Let It Be für das Album Let It Be… Naked überarbeitet wurden, wurde I Me Mine erneut verlängert, allerdings wurde auf das Orchester verzichtet.
George Harrison sagte über die Bedeutung des Liedes:

“I Me Mine is the ‘ego’ problem. There are two ‘I’s’: the little ‘i’ when people say ‘I am this’; and the big ‘I’, i.e. OM, the complete whole, universal consciousness that is void of duality and ego. There is nothing that isn’t part of the complete whole. When the little ‘i’ merges into the big ‘I’ then you are really smiling!”

„I Me Mine ist das ‚Ego‘-Problem. Es gibt zwei ‚Ichs‘: das kleine ‚Ich‘, wenn Leute sagen, ‚ich bin das‘; und das große ‚Ich‘, d. h. OM, das vollständige, universelle Bewusstsein, das frei von Dualität und Ego ist. Es gibt nichts, was nicht Teil des Ganzen ist. Wenn das kleine ‚Ich‘ mit dem großen ‚Ich‘ verschmilzt, dann lächelst du wirklich!“

Im Jahr 1980 betitelte George Harrison seine Autobiografie mit I Me Mine.

## Aufnahme
Die ersten Aufnahmen des Liedes I Me Mine erfolgten am 8. Januar 1969 in den Twickenham Film Studios auf Nagra-Tonbändern in Mono.
I Me Mine wurde am 3. Januar 1970 in den Londoner Abbey Road Studios (Studio 2) mit dem Produzenten George Martin aufgenommen. Phil McDonald war der Toningenieur der Aufnahmen. Die Beatles nahmen ohne John Lennon, in einer fast achtstündigen Aufnahmesession zwischen 14:30 und 0:15 Uhr, 16 Takes auf. Während der Aufnahmen jammte das Trio und spielte noch das Buddy Holly Lied Peggy Sue got Married. Die Beatles hielten Take 16 für die beste Version und spielten anschließend Overdubs ein.
Am 5. Januar 1970 stellte Glyn Johns in den Olympic Sound Studios die zweite Fassung vom Get Back-Album fertig, auf dieser befindet sich die Version vom 3. Januar 1970 von I Me Mine. Diese Version des Albums von Glyn Johns wurde von den Beatles abgelehnt.
Im März 1970 erhielt Phil Spector von John Lennon, George Harrison und Allen Klein den Auftrag, das Album endgültig fertigzustellen. Am 23. März mischte Spector in den Abbey Road Studios mit Hilfe des Toningenieurs Peter Brown und in Anwesenheit von Klein und Harrison unter anderen das Lied I Me Mine neu ab, er verlängerte es von 1 min 34 s auf 2 min 25 s, da Spector das Lied für zu kurz befand und es deshalb durch einfache Schnitte künstlich verlängerte.
Am 1. April erfolgte unter der Produktionsleitung von Phil Spector die Einspielung der orchestralen und choralen Begleitung der Lieder, I Me Mine, The Long and Winding Road und Across the Universe. Toningenieur war wiederum Peter Brown. Die Aufnahmen mit den 50 Studiomusikern (18 Geigen, vier Bratschen, vier Violoncelli, Harfe, drei Trompeten, drei Posaunen, zwei Gitarren, 14 Sängerinnen) und den Arrangeuren/Dirigenten Richard Hewson und Brian Rogers verliefen aufgrund Phil Spectors Temperament disharmonisch. Ringo Starr, der bei den Aufnahmen Schlagzeug spielte, versuchte Phil Spector zu beruhigen.
Die endgültige Abmischung von I Me Mine erfolgte von Spector am 2. April.
Besetzung
- Paul McCartney: Bass, Hammondorgel, Elektrisches Klavier, Hintergrundgesang
- George Harrison: Leadgitarre, Akustische Gitarre, Gesang
- Ringo Starr: Schlagzeug
- nicht aufgeführte Musiker: 18 Geigen, 4 Viola, 4 Cello, Harfe, 3 Trompeten, 3 Posaunen (1. April 1970)

## Veröffentlichungen
- Am 8. Mai 1970 erschien in Deutschland das 17. Beatles-Album Let It Be, auf dem I Me Mine enthalten ist. In Großbritannien wurde das Album ebenfalls am 8. Mai veröffentlicht, dort war es das 13. Beatles-Album. In den USA erschien das Album zehn Tage später, am 18. Mai 1970, dort war es das 20. Album der Beatles.
- Am 25. Oktober 1996 wurde das Kompilationsalbum Anthology 3 veröffentlicht, auf dem sich die unverlängerte Originalversion von I Me Mine ohne Orchestrierung befindet. Das Lied beginnt mit einer fingierten Presseerklärung von Harrison, in dem er die Beatles als Dave Dee, Dozy, Beaky, Mick & Tich bezeichnet und erwähnt, dass Dave Dee (John Lennon) nicht mehr der Gruppe zugehörig sei.
- Am 14. November 2003 erschien das Album Let It Be… Naked. Auf diesem befindet sich eine Neuabmischung und Neu-Editierung (Verlängerung) der ursprünglichen Version von Allan Rouse, Paul Hicks und Guy Massey, im Gegensatz zur Let-It-Be-Version wurde auf die orchestrale Überarbeitung von Phil Spector verzichtet.
- Am 15. Oktober 2021 erschien die Jubiläumsausgabe des Albums Let It Be. Auf den Deluxe-Editionen und der 2-CD-Version dieses Albums wurde der Take 11 des Liedes vom 3. Januar 1970 veröffentlicht. Weiterhin beinhaltet die Deluxe-Edition I Me Mine (Rehearsals) vom 8. Januar 1969.[4]
- Am 10. November 2023 wurde das Kompilationsalbum 1967–1970 erneut wiederveröffentlicht. Auf diesem befindet sich erstmals I Me Mine, hier in der von Giles Martin und Sam Okell 2021 neu abgemischten Version.

## Coverversionen
Folgend eine kleine Auswahl:
- Leibach – Let It Be [5]
- B For Bang – Rewires the Beatles [6]
- Naoka Terai – Jazz Waltz [7]